# Niedermühle (Steinfurt)

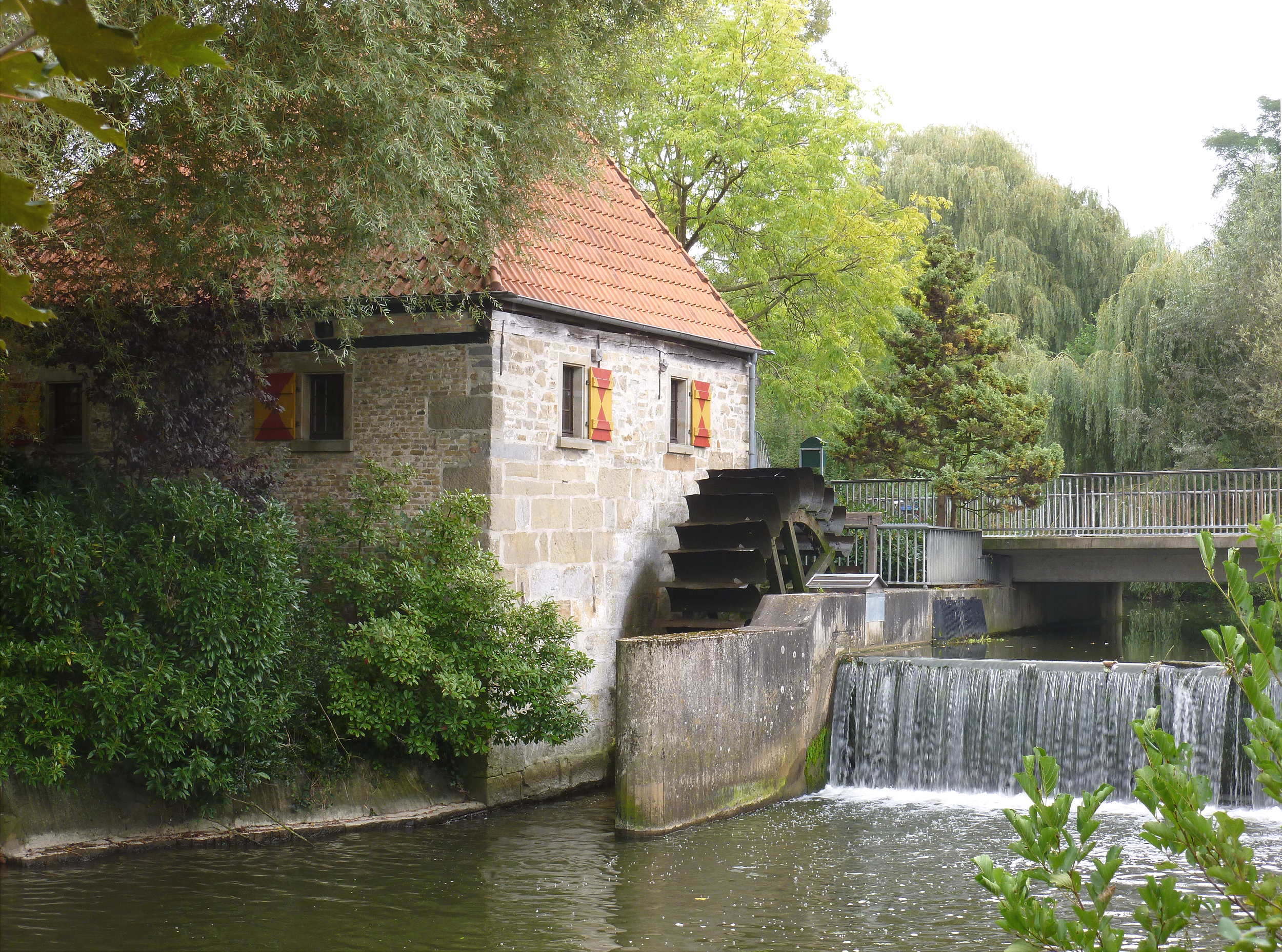
Niedermühle (2014)

Mit Niedermühle wird die nördliche Wassermühle an der Aa im Steinfurter Stadtteil Burgsteinfurt bezeichnet.

## Geschichte
Die Mühle wurde erstmals im Jahr 1352 zur Unterscheidung von der wenige hundert Meter flussaufwärts liegenden Schlossmühle als „neue Mühle“ urkundlich genannt, dürfte aber schon einige Jahre vorher bestanden haben. 1475 wurde die Mühle erstmals unter dem Namen „Niedermühle“ erwähnt. Im 17. Jahrhundert wurde die Mühle wohl durchgehend als Ölmühle eingesetzt. Nach dem Zweiten Weltkrieg wurde der Betrieb der Mühle eingestellt; das Staurecht wurde 1957 an die Stadt übergeben.
1974 wurde die Mühle von einem Privatmann erworben, der sich seitdem um die Instandhaltung des Gebäudes kümmert und das Gebäude dem Heimatverein Burgsteinfurt als Domizil bis Ende 2021 zur Verfügung gestellt hat. 1995 wurde nach zehnjähriger Planung mit Zuschüssen des Landes und der Nordrhein-Westfalen-Stiftung sowie Spenden der Bevölkerung und Wirtschaft die Mühle renoviert und wieder ein lauffähiges Mühlenrad angebracht. Von ursprünglich zwei Mahlgängen ist einer erhalten und betriebsbereit.